# 藤原延子 (藤原顕光女)
藤原 延子（ふじわら の えんし/のぶこ、寛和元年（985年）頃 - 寛仁3年4月10日（1019年5月17日））は平安時代中期の女性。左大臣・藤原顕光の次女。母は村上天皇皇女・盛子内親王。敦明親王（小一条院）妃。堀河女御といわれた。同母兄姉に重家、元子（一条天皇女御）がいる。

## 生涯
寛弘7年（1010年）中頃に25-26歳くらいで、東宮居貞親王の第一皇子である敦明王（当時）と婚姻する。その後、居貞親王が三条天皇として即位したことで親王宣下を受けた敦明親王との間に、敦貞親王、敦昌親王、栄子内親王の二男一女をもうけた。
長和5年（1016年）後一条天皇の即位により、敦明親王は皇太子にたてられるも、寛仁元年（1017年）皇太子を辞退、小一条院となった。これにより自らの孫である敦良親王（のちの後朱雀天皇）を皇太子につけることができた藤原道長は、小一条院を娘寛子の婿として迎え、厚遇した。小一条院は寛子の住む高松殿に移り、堀河殿の延子のことを顧みなくなり、延子は悲嘆のあまり健康を損ね、寛仁3年（1019年）寂しく世を去った。
小一条院が東宮を辞退した時、延子は悲しんで「雲居までたち上るべき煙かと見えし思ひのほかにもあるかな」と詠んだ。